# Баб эль-Хава (пункт пропуска)
Баб эль-Хава — пограничный пункт пропуска через границу Сирии с Турцией.
Находится в провинции Аллепо на трассе М45 с переходом в турецкую D827 по направлению Аллепо — Искендерун. С турецкой стороны действует пункт пропуска «Джилвегьозю».
19 июля 2012 г., сирийские повстанцы захватили переход. 17 сентября 2013 года взорвался заминированный автомобиль возле контрольно-пропускного пункта контролируемом повстанцами, были по меньшей мере семь человек убиты и 20 получили ранения.